# メス攻囲戦
メス攻囲戦（メスこういせん、フランス語：Siège de Metz, ドイツ語：Belagerung von Metz）は、普仏戦争における戦いの一つで、セダンの戦いを引き起こして戦争の趨勢（すうせい）を決定付けた。

## 概要
グラヴェレットの戦いに敗北した後、バゼーヌ元帥率いるフランス第三軍団はさらなる攻撃を見越して要塞があるメスへの退却を余儀なくされた。プロイセン第1軍および第2軍の合わせて15万人がメス要塞を包囲したため、バゼーヌ元帥はメスに籠城した。兵力の不足が懸念されたため、マクマオン公爵のアルザス軍が救援として送られた。マクオマンはランスの北部へ移動し、そこから南へ転進してプロイセン軍の左側面から攻撃する計画を立て、8月21日に実行に移した。9月1日にプロイセン軍主力部隊によって全軍が捕虜となってしまった。フランス軍は救援を得ることができず、しかも戦意をほとんど喪失してしまう。そのため、しばらくは持ちこたえたもののほとんど戦うことなく10月23日には降伏勧告を受け入れた。メス攻囲戦とセダンの戦いでの損害を合わせると30万人となり、フランス帝国の戦争の勝利はほとんど不可能となものとなった。